# 김지혜 (아티스틱스위밍 선수)
김지혜(2003년~)는 대한민국의 아티스틱스위밍 선수다. 

## 경력
2019 광주 세계수영선수권대회에서 팀 테크니컬, 팀 프리 콤비네이션 등의 종목에 참가했으며, 18일 팀 프리 콤비네이션 종목에서는 11위로 결선에 진출하였다.
2023 후쿠오카 세계수영선수권대회에 출전해 7월 15일 아티스틱 스위밍 혼성 듀엣 테크니컬 종목에서 변재준과 짝을 이뤄 16개 팀 중 6위를 차지해 결선에 진출했으며, 7월 16일 결선에서 190.2934점을 받아 최종 10위를 기록했다. 첫 출전에 top 10에 들었다.# 7월 21일 혼성 프리 종목에서도 역시 변재준 짝을 이뤄 125.3708점을 받아 15개팀중 11위로 결선에 진출하였다. 프리 종목에서도 결선 최종 10위에 올랐다.

## 학력
- 경희대학교